# Wielki bój
Wielki bój – termin odnoszący się w adwentyzmie dnia siódmego do kosmicznej wojny pomiędzy Chrystusem a Szatanem, od której zależy los człowieka. Wybuchła ona w konsekwencji upadku Lucyfera i trwa, czego dowodem jest obecny świat pełen zła. 
Jest ważną doktryną adwentystyczną, gdyż tłumaczy w jaki sposób powstało zło.

## Plan wydarzeń
Do najważniejszych wydarzeń wielkiego boju zalicza się:
1. Stworzenie aniołów
2. Upadek Lucyfera
3. Stworzenie Ziemi i człowieka
4. Upadek człowieka
5. Okres Starego Testamentu (okres uprzywilejowania Żydów)
6. Śmierć Jezusa Chrystusa
7. Pośrednictwo Jezusa w świątyni niebiańskiej
8. Odstępstwo w chrześcijaństwie
9. Reformacja
10. Powstanie ruchu adwentowego
11. Koniec 2300 wieczorów i poranków – rozpoczęcie sądu śledczego (przedadwentowego)
12. Czas obecny
13. Późne wylanie deszczu Ducha Świętego i głośne wołanie (okres tzw. ustawy niedzielnej)
14. Zakończenie czasu łaski (koniec sądu śledczego)
15. Siedem plag ostatecznych
16. Powtórne przyjście Chrystusa i zmartwychwstanie sprawiedliwych
17. Pobyt zbawionych w Niebie przez tysiąc lat (sąd nad niesprawiedliwymi ludźmi oraz upadłymi aniołami)
18. Zmartwychwstanie niesprawiedliwych i ich zniszczenie (Sąd Ostateczny)
19. Zamieszkanie zbawionych na Nowej Ziemi

## Podstawy biblijne
Zdaniem adwentystów dnia siódmego Biblia jest w całości poświęcona zagadnieniom wielkiego boju:

### Geneza
12O, jakże spadłeś z nieba, ty, gwiazdo jasna, synu jutrzenki! Powalony jesteś na ziemię, pogromco narodów! 13 A przecież to ty mawiałeś w swoim sercu: Wstąpię na niebiosa, swój tron wyniosę ponad gwiazdy Boże i zasiądę na górze narad, na najdalszej północy. 14 Wstąpię na szczyty obłoków, zrównam się z Najwyższym.
Księga Izajasza 14:12-13, Biblia warszawska.
7I wybuchła walka w niebie: Michał i aniołowie jego stoczyli bój ze smokiem. I walczył smok i aniołowie jego, 8 lecz nie przemógł i nie było już dla nich miejsca w niebie. 9I zrzucony został ogromny smok, wąż starodawny, zwany diabłem i szatanem, który zwodzi cały świat; zrzucony został na ziemię, zrzuceni też zostali z nim jego aniołowie.
Objawienie św. Jana 12:7-9, Biblia warszawska.

### Zakończenie
¹I widziałem nowe niebo i nową ziemię; albowiem pierwsze niebo i pierwsza ziemia przeminęły, i morza już nie ma. ² I widziałem miasto święte, nowe Jeruzalem, zstępujące z nieba od Boga, przygotowane jak przyozdobiona oblubienica dla męża swego. ³ I usłyszałem donośny głos z tronu mówiący: Oto przybytek Boga między ludźmi! I będzie mieszkał z nimi, a oni będą ludem jego, a sam Bóg będzie z nimi. 4 I otrze wszelką łzę z oczu ich, i śmierci już nie będzie; ani smutku, ani krzyku, ani mozołu już nie będzie; albowiem pierwsze rzeczy przeminęły. 5 I rzekł Ten, który siedział na tronie: Oto wszystko nowym czynię. I mówi: Napisz to, gdyż słowa te są pewne i prawdziwe.
Objawienie św. Jana 21:1-5, Biblia warszawska.
10A diabeł, który ich zwodził, został wrzucony do jeziora z ognia i siarki, gdzie znajduje się też zwierzę i fałszywy prorok, i będą dręczeni dniem i nocą na wieki wieków.
Objawienie św. Jana 20:10, Biblia warszawska.

## Oświadczenia

### Kościół Adwentystów Dnia Siódmego
Ósma zasada wiary Kościoła Adwentystów Dnia Siódmego naucza:
Cała ludzkość włączona jest w wielki konflikt rozgrywający się między Chrystusem a szatanem, który dotyczy charakteru Boga, Jego prawa i władzy nad wszechświatem. Konflikt ten powstał w niebie, kiedy to stworzona przez Boga istota, obdarzona wolnością wyboru, stała się przez wywyższenie samej siebie szatanem, przeciwnikiem Boga, doprowadzając do buntu część aniołów. Szatan wprowadził na świat ducha buntu, gdy zwiódł Adama i Ewę do grzechu. Ten ludzki upadek spowodował zniekształcenie obrazu Boga w ludzkości, nieporządek w stworzonym świecie i w końcu zniszczenie świata podczas potopu. Na oczach całego stworzenia ziemia stała się areną światowego konfliktu, z którego w końcu Bóg miłości wyjdzie w pełni usprawiedliwiony. Jako pomoc dla swego ludu w czasie wielkiego boju Chrystus posyła Ducha Świętego i wiernych aniołów, aby prowadzili, strzegli i podtrzymywali go na drodze zbawienia.
Objawienie św. Jana 12:4-9; Księga Izajasza 14:12-14; Księga Ezechiela 28:12-18; Pierwsza Księga Mojżeszowa 3; 2 list Piotra 3:6; List do Rzymian 1:19-32; 5:12-21; 8:19-22; List do Hebrajczyków 1:14; 1 list do Koryntian 4:9.

### Kościół Adwentystów Dnia Siódmego Ruch Reformacyjny
Piąta zasada wiary Kościoła Adwentystów Dnia Siódmego Ruch Reformacyjny (wydanie rozszerzone z komentarzem) naucza:
„Bóg jest miłością”. Jego natura, Jego prawo, Jego rządy, Jego postępowanie względem człowieka i każdy raz, kiedy objawiał się człowiekowi są wyrazem Jego miłości, 1 list Jana 4:16, a Boża miłość jest związana z innymi cechami Jego charakteru (patrz: 1 zasada wiary). A zatem jak Bóg mógł dopuścić do powstania zła?
Wszystkie istoty myślące były tak stworzone, że miały prawo wyboru między posłuszeństwem, a nieposłuszeństwem względem wielkich zasad Prawdy, sprawiedliwości i miłości. Lucyfer (co oznacza: „nosiciel światła”), jeden z najbardziej wywyższonych cherubinów nadużył swego prawa wyboru. Piąta Księga Mojżeszowa 30:19; List do Galacjan 6:7.8. To zapoczątkowało wielki bunt w niebie. Lucyfer stał się szatanem (w języku hebrajskim ‘szatan’ znaczy ‘wróg’). Odrzucił on prawo Boże na rzecz samowywyższania się, oszustw, kłamstwa i morderstw. Księga Ezechiela 28:13-15.17; Księga Izajasza 14:12-14; Objawienie św. Jana 12:7.8; Ewangelia Jana 8:44 (por. 1 list Jana 3:15).
Kiedy szatan i jego aniołowie zostali strąceni z nieba, znaleźli sobie mieszkanie na tej ziemi, gdzie kontynuowali swe dzieło buntu, gdy nasi pierwsi rodzice włączyli się w nie. Objawienie św. Jana 12:9.12.13; Księga Hioba 1:6.7; 1 list Piotra 5:8; 2 list Piotra 2:4; List Judy 6 (por. Ewangelia Mateusza 8:29); Pierwsza Księga Mojżeszowa 3:1-15 (por. List do Rzymian 5:12).
Szatan fałszywie twierdzi, że ta ziemia, ze wszystkim co na niej jest, należy do niego. Stał się ‘bogiem’ i ‘księciem tego świata’, nie zgodnie z prawem, ale przez uzurpację. Ewangelia Łukasza 4:5.6; 2 list do Koryntian 4:4; Ewangelia Jana 12:31; 1 list Jana 5:19.
Ostateczne zwycięstwo Chrystusa nad szatanem osiągnięte zostało w ogrodzie Getsemane i na krzyżu. Ewangelia Jana 14:30; 16:11; List do Hebrajczyków 2:14.15. W rezultacie zwycięstwa Chrystusa my też możemy być zwycięzcami. 1 list do Koryntian 15:57; List Jakuba 4:7.8; Objawienie św. Jana 12:11.
Na czas millenium (1000 lat) szatan będzie związany splotem okoliczności na tej ziemi, a pod koniec millenium on i jego naśladowcy będą uwolnieni na krótki czas, i w końcu zostaną zniszczeni tak, że ani korzeń, ani żadna gałąź nie zostanie. Objawienie św. Jana 20:1-3.7-10; Księga Malachiasza 4:1.3; Księga Izajasza 14:15-20; Księga Ezechiela 28:16.18.19.

## Książki Ellen G. White
Wielki bój to również tytuł jednej z trzech najpopularniejszych książek adwentystycznej pisarki i prorokini – Ellen G. White. Początkowe wersje książki o tym tytule obejmowały całą historię zbawienia, podczas gdy od edycji z 1888 r. tytuł ten zarezerwowany został dla pozycji omawiającej poapostolską historię chrześcijaństwa, aż do zaprowadzenia Królestwa Bożego. Wcześniejsze dzieje opisane zostały w czterech pozostałych tomach serii Konflikt Wieków, którą Wielki bój kończy.